# Мукласа
Мукласа (на английски: Muklasa) е северноамериканско индианско племе, което живее на южния бряг на река Талапуса в окръг Монтгомъри, Алабама, когато се споменават за първи път през 1675 г. Племето живее тук до 1814 г., след което мигрира във Флорида, където следите им се губят.
На езика алабама името им означава „приятели“ или „хора от един народ“. Затова учените предполагат, че оригиналният им език е алабама, коасати или чокто. Тъй като обаче чокто живеят далеч на юг, най-вероятно са подразделение на алабама или коасати и говорят един от двата езика.